# Machchhegaun
Machchhegaun (nep. मच्छेगाउँ) – gaun wikas samiti w środkowej części Nepalu w strefie Bagmati w dystrykcie Kavrepalanchok. Według nepalskiego spisu powszechnego z 2001 roku liczył on 1200 gospodarstw domowych i 7207 mieszkańców (3812 kobiet i 3395 mężczyzn).